# Marie Mercedes Prat
Marie Mercedes Prat (1880 - 1936) est une religieuse espagnole de la compagnie de Sainte Thérèse. Elle est arrêtée et exécutée par les républicains lors de la guerre d'Espagne, à cause de son état de religieuse. Reconnue martyre par l'Église catholique, elle est vénérée comme bienheureuse.

## Biographie

### Son enfance
Marie Mercedes Prat (ou Maria Mercedes Prat y Prat), est née à Barcelone le 6 mars 1880.
Elle est la fille de Juan Prat y Serra et de Teresa Prat y Bordoy.
Elle est l'ainée de la famille qui compte quatre enfants.
Elle est baptisée le jour suivant sa naissance, et elle fait sa Première communion le 30 juin 1890 dans la maison mère de la Congrégation de Sainte Thérèse de Jésus. La date de sa Confirmation n'est pas connue.
Dès son enfance, elle montre un grand amour pour son prochain et essaye de promouvoir cet amour autour d'elle. À l'école, elle est connue pour sa gentillesse et son dévouement. Elle excelle surtout dans la peinture et la broderie, deux domaines où elle a un talent naturel.
En 1895, alors qu'elle n'a que 15 ans, son père meurt, et l'année suivante c'est le tour de sa mère.
Durant son adolescence, elle est membre de la Confrérie de Marie Immaculée et de Sainte-Thérèse. Elle participe également au mouvement de l'école du dimanche. Dans le cadre de ce mouvement, elle enseigne bénévolement à lire et à écrire aux femmes pauvres qui travaillent ainsi qu'à des fonctionnaires. Elle leur enseigne également les bases de la foi chrétienne.

### Entrée chez les religieuses
Le 27 août 1904, elle entre au noviciat de la Congrégation de Sainte Thérèse de Jésus (Compañía de Santa Teresa de Jesús - STJ) à Tortosa. Elle fait sa prise d'habit de religieuse le 1er mars 1905 et prend le nom de Maria Mercedes du Cœur de Jésus.
Elle fait sa profession le 10 mars 1907.
Elle travaille dans un premier temps à l'université de Barcelone, puis, en 1909, elle est invitée à Madrid.
Le 10 mars 1910, elle prononce ses vœux perpétuels.
Elle a un caractère ferme, mais avec une bonté naturelle dans tous ses rapports avec les autres. Elle est sage, fidèle, tranquille et délicate dans ses réactions.
Elle a un grand amour pour Dieu. En 1915 elle est nommée à Tortosa.
En 1920 elle est affectée à un poste dans la maison-mère de la congrégation à Barcelone et dans l'école San Gervasio (de Barcelone). Elle devient secrétaire général de l'Ordre, et travaille à la rédaction de la revue éducative "Magister Jesús"

## La Guerre Civile et le Martyre

### Le contexte historique
Pour comprendre le contexte historique de ce tout début de la guerre civile espagnole et le climat anti-chrétien qui l'a précédé, se reporter au petit résumé présent dans l'article sur les Carmélites martyres de Guadalajara et aux articles spécifiques qui y sont référencés.

### L'arrestation
Le 19 juillet 1936, la communauté est contrainte, face à la menace des milices communistes et anarchistes d’abandonner l’école et de se sauver. Elle se réfugie avec d'autres religieuses dans la maison de Mme Esther Sagrera. Le 23 juillet, ses supérieures lui demandent de quitter sa cachette pour se rendre, en compagnie d'une autre sœur portugaise, sœur Gioacchina Miguel, dans une autre maison à l'autre bout de la ville.
Dans la rue, elles sont interceptées et reconnues comme étant des religieuses, ce qu'elles confirment immédiatement. C'est pour ce motif qu'elles sont emmenées dans une maison où d'autres religieuses ainsi qu'un jeune religieux étaient déjà enfermés.
Elle est soumise à des simulations d'exécution et diverses formes de mauvais traitements.

### Le martyre
La nuit du 23 au 24 juillet, elle est réunie avec les autres religieuses sur le chemin "Rebassada" (dans le quartier de Barcelone) et elles sont fusillées (le crime qui leur aurait été reproché, serait d'être des religieuses).
Mortellement blessée, elle parvient à survivre quelques heures dans des immenses souffrances. Durant tout ce temps, elle prie. Elle récite le Credo et la Liturgie. Sa dernière prière est le «Notre Père», et elle pardonne à ses bourreaux. Mais ses gémissements sont entendus de miliciens qui passent dans la rue. Ceux-ci vont à tour de rôle lui tirer une balle dans le corps pour l'achever. Elle meurt vers 4 heures du matin le 24 juillet 1936.
Sœur Gioacchina Miguel, arrêtée et fusillée avec elle, survit à ses blessures et est le témoin principal dans le processus de béatification de Marie Mercedes.
Marie Mercedes sera enterrée par la suite dans la maison mère de la congrégation à Barcelone.

## Béatification

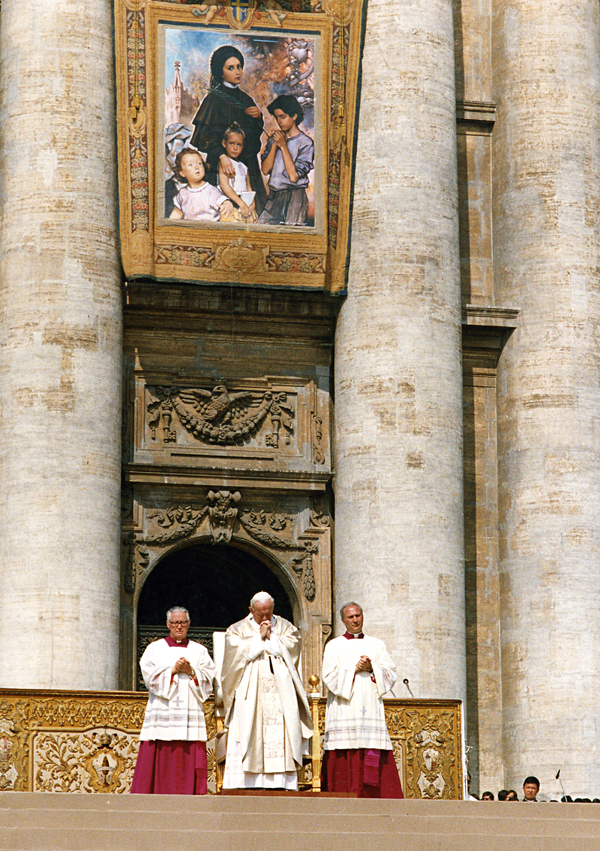
Béatification de Mercedes Prat à Rome par Jean-Paul II

Elle est reconnue « vénérable » le 21 décembre 1989.
Le 29 avril 1990, le pape Jean-Paul II, béatifie à Rome Maria Mercedes Prat, religieuse de la Compagnie de Sainte Thérèse de Jésus avec dix autres martyrs espagnols : 
- les martyrs Asturies (Père Inocencio de la Immaculada et ses neuf compagnons), martyrs le 9 octobre 1934 durant la révolution des Asturies.
- Jean Hilary Barbal Cosan, martyr durant la guerre civile le 18 janvier 1937.

Ces dix autres martyrs ont été canonisés le 21 novembre 1999, mais Marie Mercedes n'est pas encore canonisée.
Sa fête liturgique est fixée au jour de sa mort le 24 juillet. Dans l'Ordre du Carmel, sa fête est célébrée avec rang de mémoire facultative.

### Jour de martyre
Marie Mercedes Prat, religieuse carmélite, meurt le même jour que les trois Carmélites martyres de Guadalajara et une semaine juste après la date anniversaire du martyre des Carmélites de Compiègne (le 17 juillet 1789).